# Обикновена антилопа кана
Обикновената антилопа кана (Taurotragus oryx) е вид антилопа, обитаваща саваните и равнините на източните и южните части на Африка. Тя е вид в род Taurotragus от семейство Bovidae. За първи път е описана от Петер Симон Палас през 1766 г.
Възрастният мъжки в раменете е висок около 1,6 метра (женската е около 20 сантиметра по-ниска) и може да тежи до 942 kg (средно 500 – 600 kg при женската). Това е вторият по големина вид антилопи в света, който с малко отстъпва на гигантската кана.
Обикновените кани са основно тревопасни, като диетата им съдържа преобладаващо треви и листа. Образуват стада, наброяващи до 500 екземпляра, но не са териториални животни. Предпочитат хабитати с голямо разнообразие от цъфтящи растения, каквито са саваните, гористите местности, откритите и планински пасища; избягват гъстите гори. За общуване помежду си и предупреждение при опасност използват звуци подобни на остър лай, както и различни пози на тялото и озъбване.
Антилопата кана естествено обитава териториите на Ботсвана, Демократична република Конго, Етиопия, Кения, Лесото, Малави, Мозамбик, Намибия, Руанда, ЮАР, Южен Судан, Есватини, Танзания, Уганда, Замбия и Зимбабве. Вече не се среща на териториите на Ангола и Бурунди, които преди е обитавала. Популацията на вида намалява, но IUCN го класифицира като вид с най-малка опасност за популацията. На различни места антилопата кана е опитомявана и отглеждана като домашно животно заради кожата и богатото на хранителни вещества мляко, което дава.

## Физическо описание
Обикновените антилопи кана са спиралороги антилопи, при които се наблюдава полов диморфизъм, при който женските са с по-малки размери от мъжките. Козината им варира по цвят в зависимост от географското разпространение, като в северните части от местообитанията си имат отличителни петна като ивици на торса, петна по краката и гърдите, каквито белези липсват у каните в по-южните райони. Козината им е мека с изключение на острата грива. Женските са по-светли от мъжките, чиято окраска на места има синкаво-син оттенък. Мъжките може да имат и серия вертикални бели ивици на двете страни на тялото, каквито са наблюдавани в резервата Кару в Южна Африка. С напредването на възрастта, козината на мъжките става все по-сивкава. Мъжките може да имат и гъста козина на челата си и голяма провиснала гуша.
Представителите и на двата пола имат рога със стабилна спираловидна форма, наподобяваща рогата на антилопата бушбок (Tragelaphus sylvaticus). При новородените рогцата се виждат като малки „пъпки“, които бързо израстват през първите седем месеца. Рогата на мъжките са по-дебели, с по-плътно намотана спирала и са по-къси от тези на женските: при мъжките достигат на дължина до 43 – 66 cm, а при женските – 51 – 69 cm. Мъжките ползват рогата си по време на размножителния сезон, за да се борят за женската с други съперници, докато женските ползват рогата си за да защитават малките си от хищници.
Обикновените кани са най-бавният вид антилопа с върхова скорост от 40 км/ч, която бързо ги уморява. Издържат дълги преходи с постоянна скорост около 22 km/h. Когато бъдат подплашени са способни да скачат до 2,5 метра на височина (и до 3 метра при младите екземпляри). Продължителността на живота им обикновено варира от 15 до 20 години, в плен могат да живеят до 25 години.

## Таксономия
Обикновената антилопа кана е описана за първи път през 1766 година от германския зоолог и ботаник Петер Симон Палас. Тя принадлежи на разред Artiodactyla, семейство Bovidae и подсемейство Bovinae. На база на съвременните изследвания в областта на молекулярната филогенетика, видът се причислява към род Tragelaphus, въпреки че традиционно е отнасяна към род Taurotragus, наред с гигантската кана (T. derbianus).

### Подвидове
- Taurotragus oryx livingstonii
- Taurotragus oryx oryx
- Taurotragus oryx pattersonianus

## Поведение
Видът се характеризира с номадско поведение и по-висока активност в часовете на сутрин и здрач, когато се храни. При жеги предпочита да почива на сянка, при по-студено време – да се излага на слънчева светлина. Обикновените кани обикновено се срещат на стада до 500 броя, като отделните членове остават в стадото между няколко часа и няколко месеца. Малките и майките имат склонност към формирането на по-големи стада, докато мъжките могат да се отделят в по-малки групи и да бродят самостоятелно. По време на размножителния сезон има тенденция да се формират по--устойчиви стада. В южните части на африканския континент, антилопите кана често могат да бъдат наблюдавани в общи стада със зебри, орикси и конски антилопи.
Комуникират помежду си със звуци, пози на тялото, телесни миризми. Наблюдава се и озъбването, основно от страна на мъжките като реакция при контакт с урината на женски или при сношение. Когато мъжките усетят присъствието на хищници наоколо, издават звуци подобни на лай и се опитват да привлекат вниманието на другите като подскачат напред-назад, докато цялото стадо не насочи вниманието си към опасността. Сред основните врагове на обикновената антилопа кана са лъвовете, дивите кучета, гепардите и петнистите хиени. Младите екземпляри са по-уязвими за хищниците от възрастните.